# Knopp-Labach

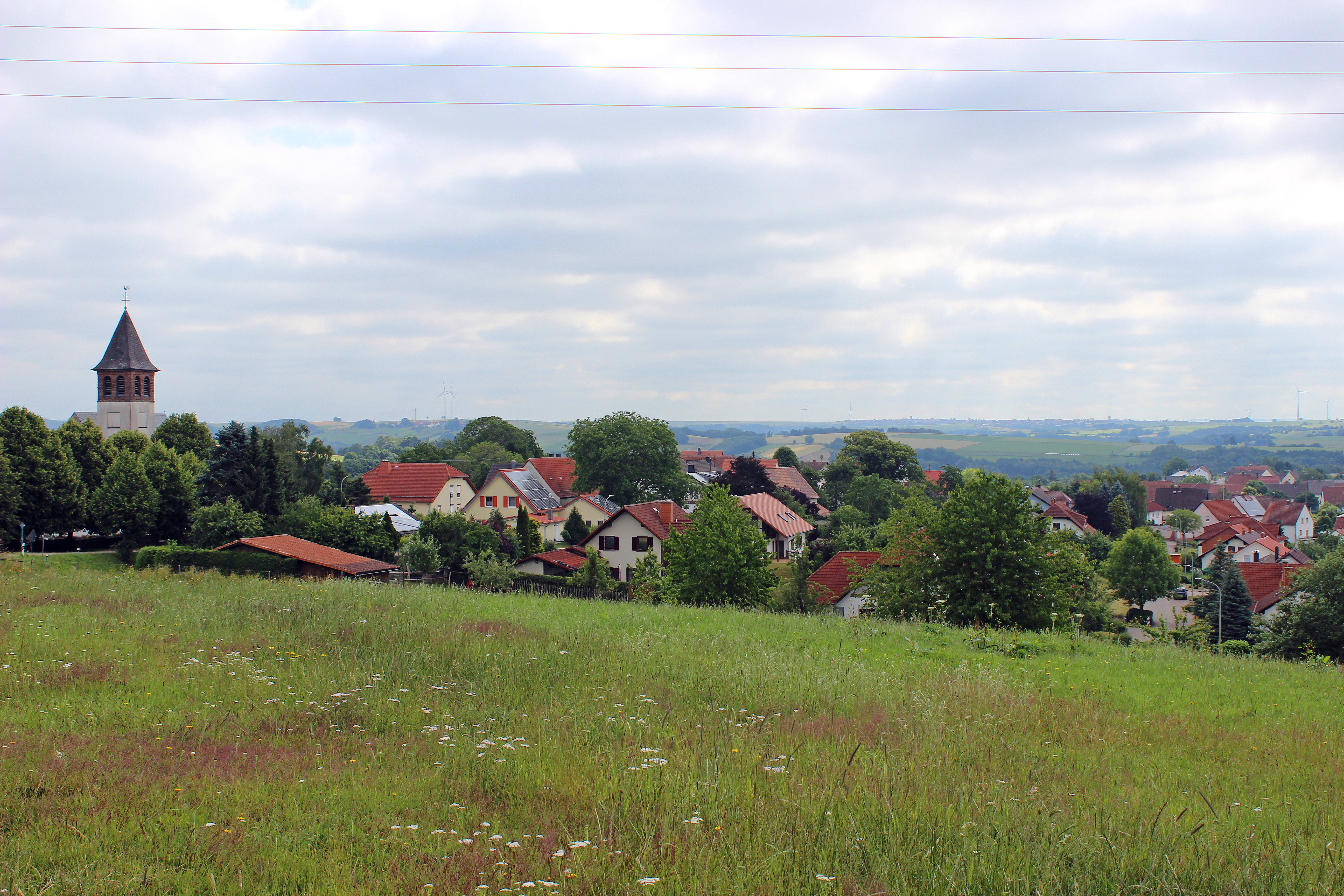
Ortsteil Knopp

Knopp-Labach ist eine Ortsgemeinde im Landkreis Südwestpfalz in Rheinland-Pfalz. Sie gehört der Verbandsgemeinde Thaleischweiler-Wallhalben an.

## Geographie
Knopp-Labach liegt auf der Sickinger Höhe. Er besteht aus den Ortsteilen Knopp und Labach (etwa 180 Einwohner). Knopp ist ein Höhenort und Labach liegt im Tal. Die Ortsteile liegen drei Kilometer auseinander. Der Höhenunterschied beträgt etwa 120 m. Zu Knopp-Labach gehören zusätzlich die Wohnplätze Knoppermühle, Kreuzhof, Labachermühle und Wieselbornerhof sowie das Ferienheim Labach. Durch den Osten des Gemeindegebiets verläuft die Wallhalb, die in diesem Bereich von rechts den Labach aufnimmt.

## Geschichte
Der Ortsname Labach wurde im Jahr 1264 erstmals urkundlich erwähnt. Der Ort Knopp entstand erst später. Der Ort gehörte ehemals zur Herrschaft Landstuhl.
Von 1798 bis 1814, als die Pfalz Teil der Französischen Republik (bis 1804) und anschließend Teil des Napoleonischen Kaiserreichs war, war Knopp – so der damalige Gemeindename – in den Kanton Zweibrücken eingegliedert und unterstand der Mairie Winterbach. Anschließend wechselte der Ort in das Königreich Bayern. Von 1818 bis 1862 war der Ort Bestandteil des Landkommissariat Zweibrücken, das anschließend in ein Bezirksamt umgewandelt wurde.
Ab 1939 war der Ort Bestandteil des Landkreises Zweibrücken. Nach dem Zweiten Weltkrieg wurde Knopp-Labach innerhalb der französischen Besatzungszone Teil des damals neu gebildeten Landes Rheinland-Pfalz. Im Zuge der ersten rheinland-pfälzischen Verwaltungsreform wechselte sie 1972 in den Landkreis Pirmasens (ab 1997 Landkreis Südwestpfalz) und wurde im selben Jahr der neugeschaffenen Verbandsgemeinde Wallhalben zugeordnet. Seit 2014 gehört sie zur Verbandsgemeinde Thaleischweiler-Wallhalben.

## Bevölkerung

### Einwohnerentwicklung
Die Entwicklung der Einwohnerzahl von Knopp-Labach, die Werte von 1871 bis 1987 beruhen auf Volkszählungen:
| Jahr | Einwohner |
| ---- | --------- |
| 1815 | 294       |
| 1835 | 371       |
| 1871 | 356       |
| 1905 | 388       |
| 1939 | 440       |
| 1950 | 474       |
| 1961 | 446       |

| Jahr | Einwohner |
| ---- | --------- |
| 1970 | 473       |
| 1987 | 477       |
| 1997 | 492       |
| 2005 | 472       |
| 2011 | 427       |
| 2017 | 425       |
| 2023 | 429       |

### Religionen
Ende 2014 waren 79,5 Prozent der Einwohner katholisch und 12,0 Prozent evangelisch. Die übrigen gehörten einer anderen Religion an oder waren konfessionslos.

## Politik

### Gemeinderat
Der Gemeinderat in Knopp-Labach besteht aus acht Ratsmitgliedern, die bei der Kommunalwahl am 9. Juni 2024 in einer Mehrheitswahl gewählt wurden, und dem ehrenamtlichen Ortsbürgermeister als Vorsitzendem.

### Bürgermeister
Ralph Schneider wurde am 17. Juli 2014 Ortsbürgermeister von Knopp-Labach. Da bei den Direktwahlen am 26. Mai 2019 und 9. Juni 2024 kein Wahlvorschlag eingereicht wurde, oblag die Neuwahl des Bürgermeisters gemäß rheinland-pfälzischer Gemeindeordnung jeweils dem neu gewählten Rat. Ralph Schneider wurde bei den konstituierenden Sitzungen am 25. Juli 2019 und 12. Juli 2024 jeweils für fünf Jahre wiedergewählt.
Schneiders Vorgänger war sein Onkel Emil Schneider, der das Amt 20 Jahre ausübte.

### Wappen
| Wappen von Knopp-Labach | Blasonierung: „In Silber auf schwarzem Dreiberg, darin fünf silberne Bollen 2:1:2, rechts eine grüne Sense und eine grüne Schäferschippe, gekreuzt, links ein bewurzelter grüner Baum.“ |
| Wappen von Knopp-Labach | Wappenbegründung: Die fünf Bollen erinnern an die ehemaligen Ortsherren, die Herren von Sickingen. Es wurde 1973 von der Bezirksregierung Neustadt genehmigt.                           |

## Kultur und Sehenswürdigkeiten

### Kulturdenkmäler

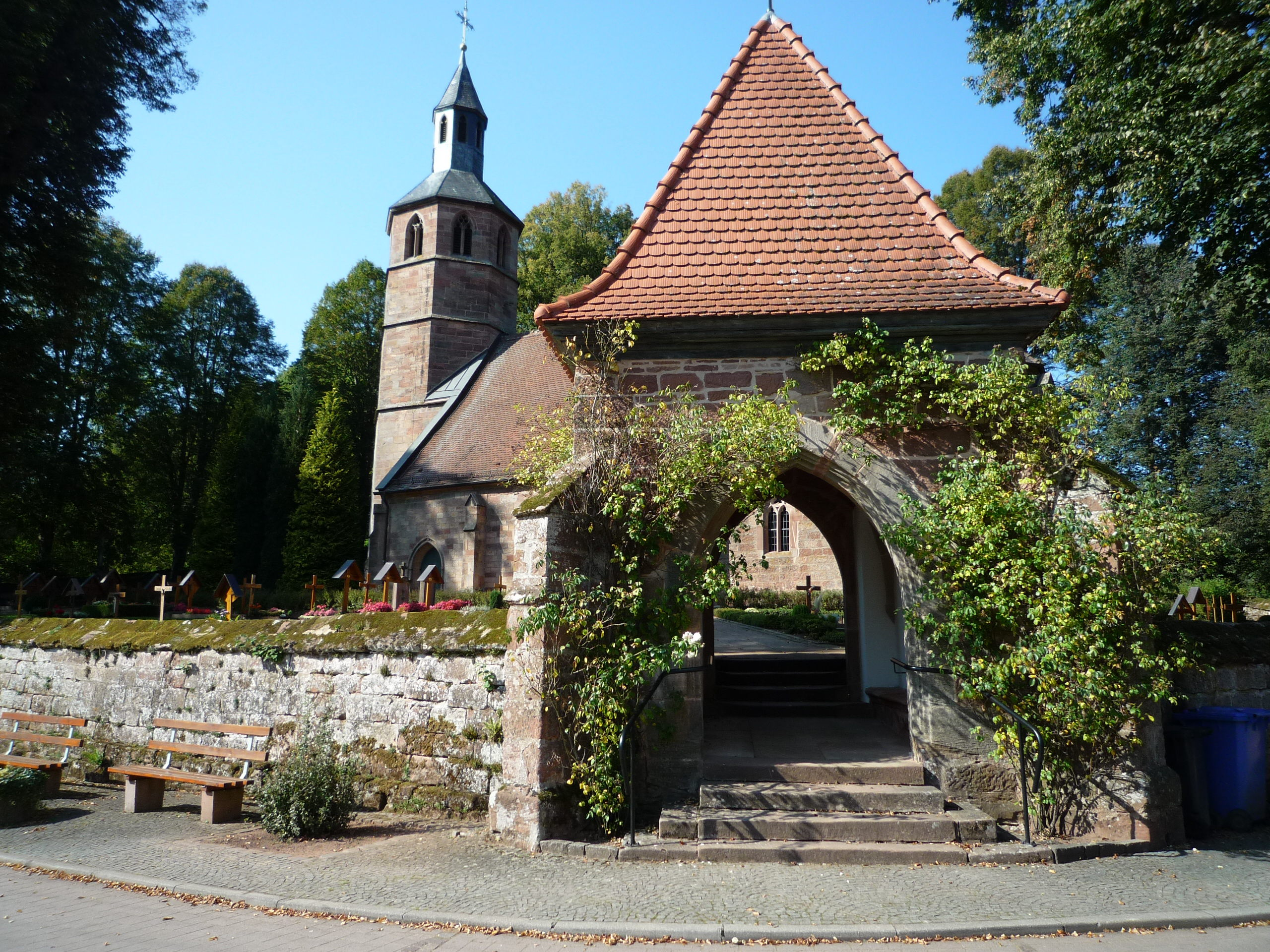
Katholische Pfarrkirche Mariä Himmelfahrt in Labach
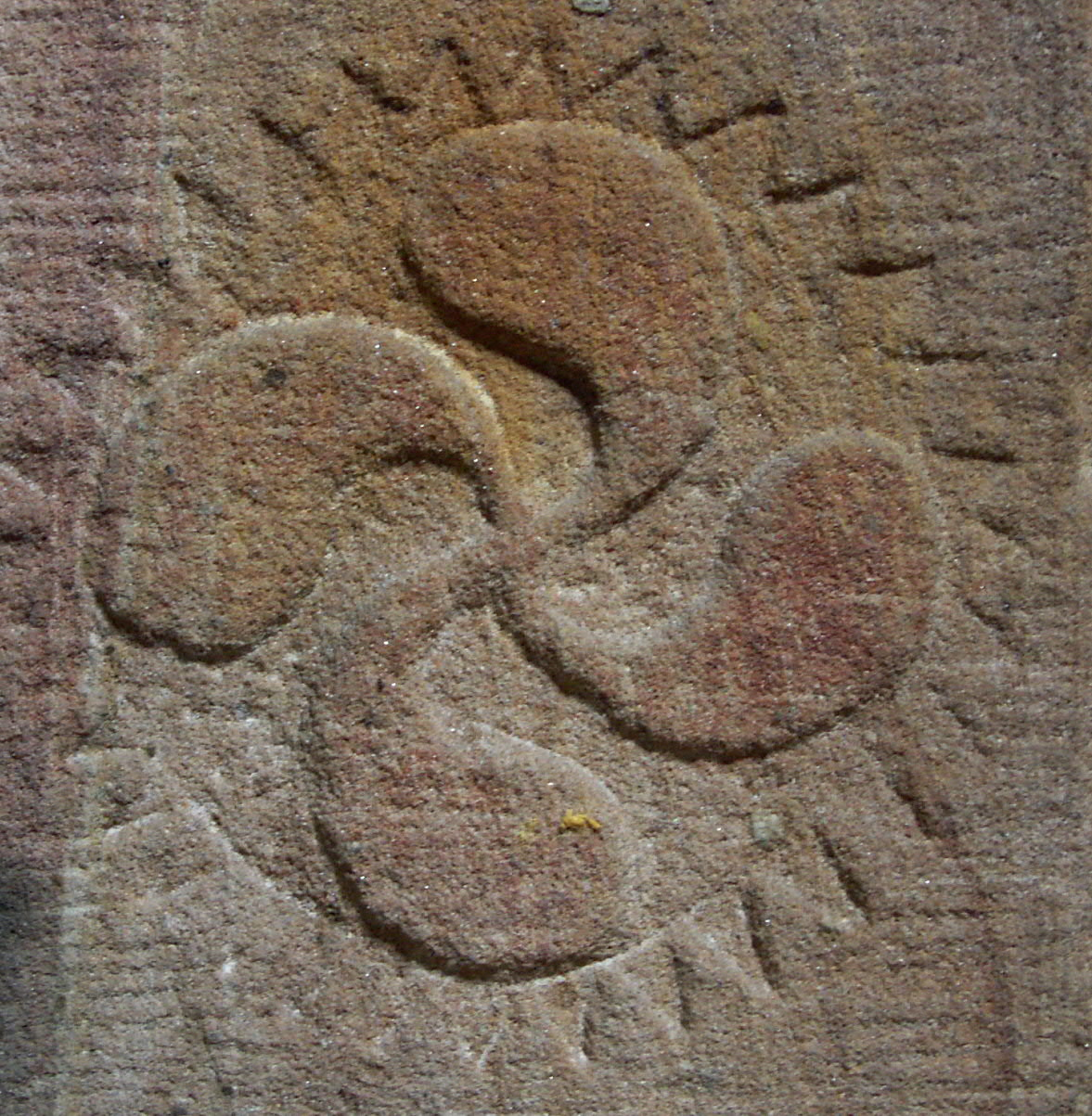
Bildhauerarbeit auf dem Fuß des Taufsteins von 1731 der Labacher Kirche
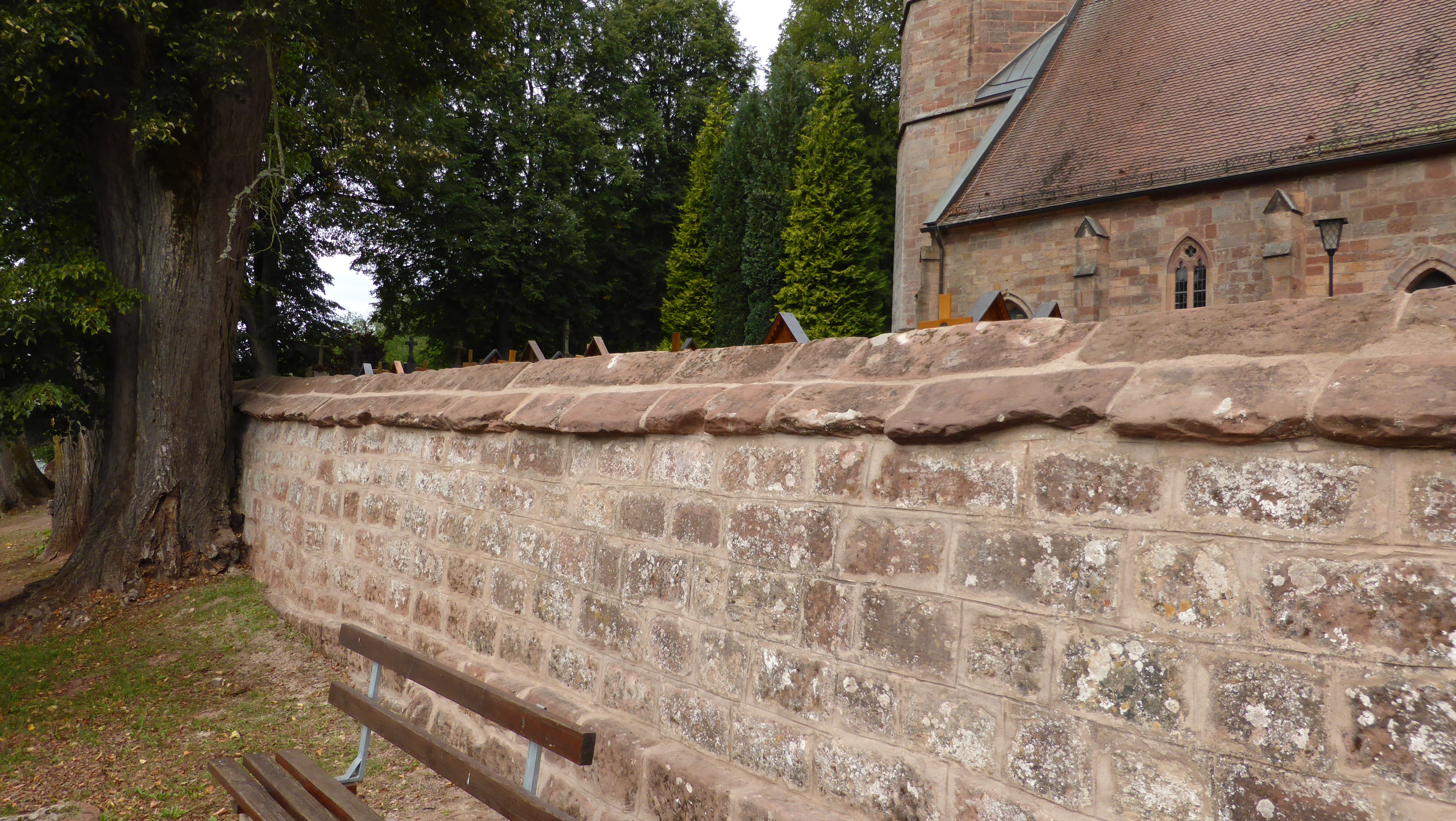
Kirchhofsmauer, 2015 mit Unterstützung der Deutschen Stiftung Denkmalschutz und der Daniel-Theysohn-Stiftung renoviert
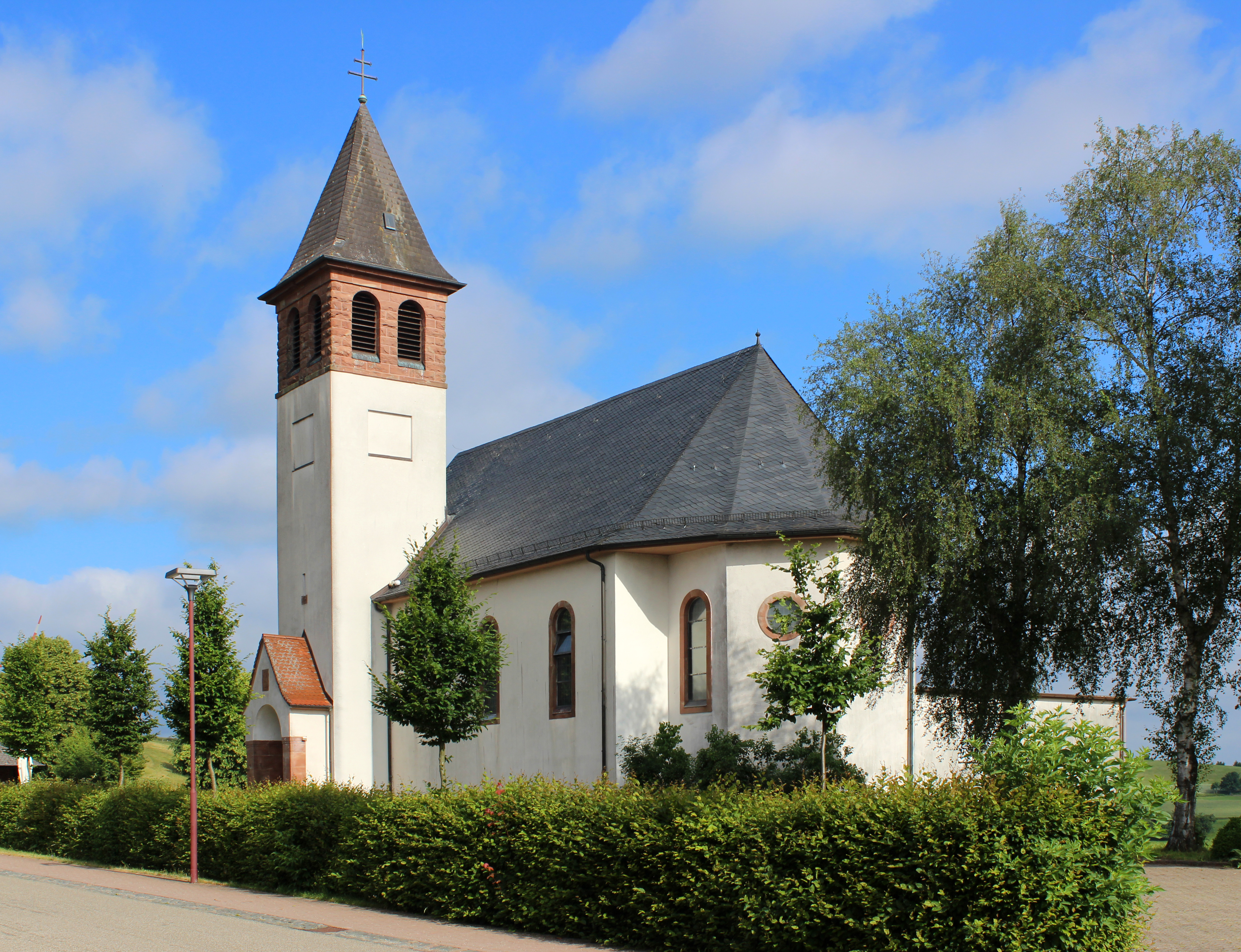
Katholische Kirche in Knopp

Vor Ort existieren insgesamt 15 Objekte, die unter Denkmalschutz stehen. Der Ortsteil Labach ist überregional bekannt durch seine katholische Pfarrkirche Mariä Himmelfahrt aus der Mitte des 14. Jahrhunderts und den Friedhof mit gotischem Torhaus aus derselben Zeit. Ebenfalls denkmalgeschützt ist die Knopper Mühle.

### Natur
Mit den Linden an der Friedhofsmauer existiert innerhalb der Gemeindegemarkung ein Naturdenkmal.

## Wirtschaft und Infrastruktur

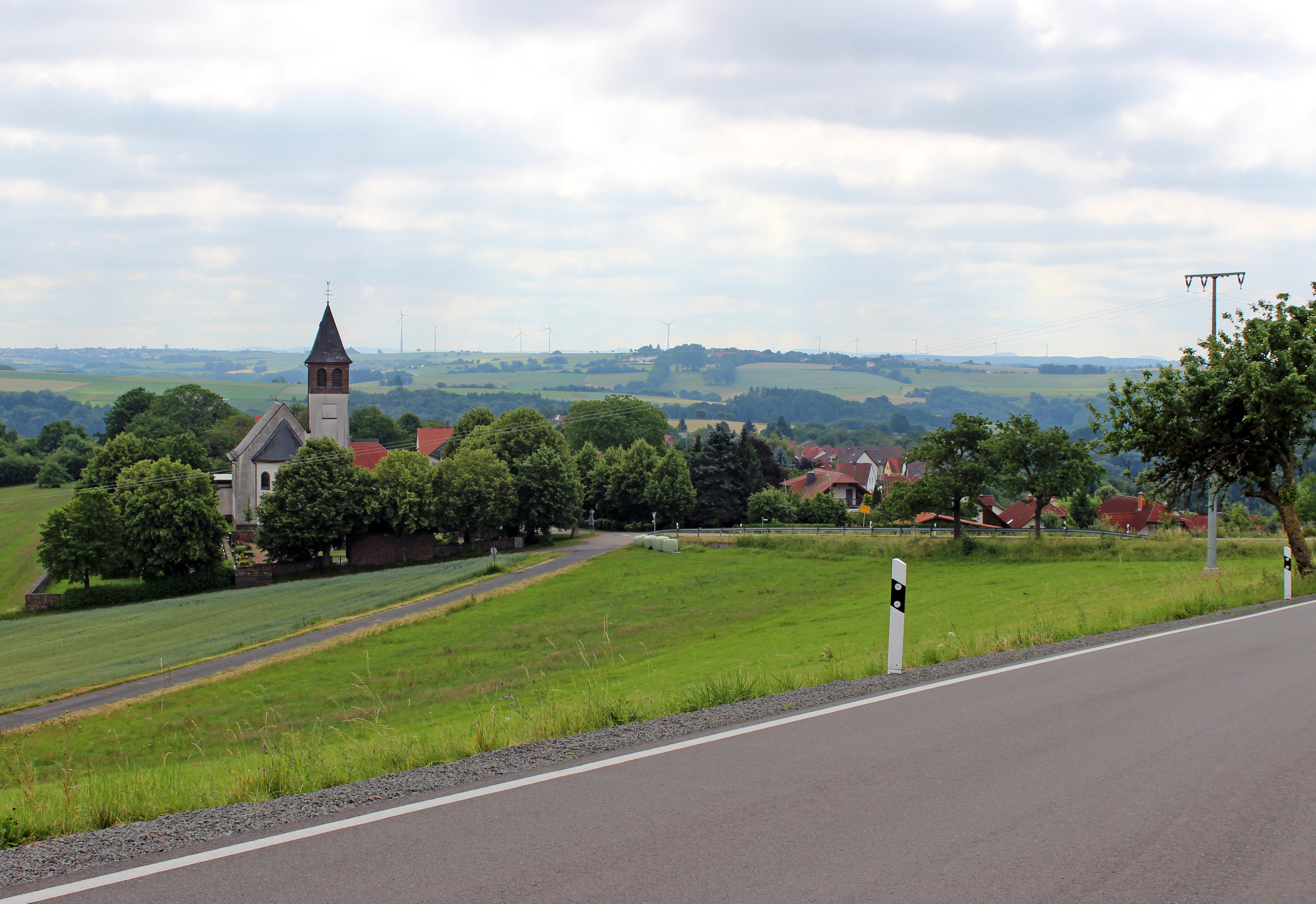
Straßennetz innerhalb der Gemeinde

Knopp ist geprägt von der Landwirtschaft. Vor Ort existieren zwei Vollerwerbsbetriebe und mehrere Nebenerwerbsbetriebe. Auf dem Knopper Hübel, aber auch auf der Krähenberger Gemarkung, stehen seit einigen Jahren sechs Windkraftanlagen. Die Labacher Bevölkerung geht überwiegend als Pendler ihrem Erwerb nach. Es existieren bis in die Gegenwart vier Nebenerwerbslandwirte, die der Schaf- und Damwild- und Geflügelzucht nachgehen. Knopp ist über die Kreisstraße 70 und Labach über die Kreisstraße 71 ans Verkehrsnetz angebunden. Durch den Westen der Gemarkung verläuft die Landesstraße 466 und durch den Osten die Landesstraße 469. Durch das Gemeindegebiet führt außerdem der Mühlenweg im Wallhalbtal.

## Persönlichkeiten
- Ewald Knoll, stellte dem Internationalen Naturfilmfestival Naturale 2006/2007 den 2006 gedrehten Dokumentarfilm Der Krähenberger vor
- Alois Konrath (1895–1967),  bayerischer Offizier im Ersten Weltkrieg, sowie Freikorpskämpfer, danach Priester der Diözese Speyer und Verfolgter des NS-Regimes, betreute von 1927 bis 1935 als Seelsorger die Pfarrei Labach